# SN 2002gp
SN 2002gp – supernowa typu Ia odkryta 10 października 2002 roku w galaktyce A015236-0013. W momencie odkrycia miała maksymalną jasność 21,20m.